# Карабулацький сільський округ (Актогайський район)
Карабула́цький сільський округ (каз. Қарабұлақ ауылдық округі, рос. Карабулакский сельский округ) — адміністративна одиниця у складі Актогайського району Карагандинської області Казахстану. Адміністративний центр — село Нарманбет.
Населення — 477 осіб (2021; 942 у 2009, 1275 у 1999, 1803 у 1989).
Станом на 1989 рік існувала Карабулацька сільська рада (села Дуанші, Жанаарталик, Карасу) ліквідованого Приозерного району.

## Склад
До складу округу входять такі населені пункти:
| Населений пункт | Населення, осіб (1989) | Населення, осіб (1999) | Населення, осіб (2009) | Населення, осіб (2021) |
| --------------- | ---------------------- | ---------------------- | ---------------------- | ---------------------- |
| Дуанши, село    | 246                    | 64                     | 52                     | 15                     |
| Карасу, село    | 363                    | 347                    | 227                    | 95                     |
| Нарманбет, село | 1194                   | 864                    | 663                    | 367                    |